# Jogos Olímpicos de Inverno de 1992
Os Jogos Olímpicos de Inverno de 1992, oficialmente XVI Jogos Olímpicos de Inverno, foram um evento multiesportivo realizados na Região da Savoia na França, com Albertville sendo a sede principal, com 1801 atletas de 64 países. Eles competiram em doze modalidades esportivas oficiais e outras duas de demonstração. Foram disputados entre 8 a 23 de fevereiro.
Em 1986 o Comitê Olímpico Internacional votou na mudança da data dos Jogos Olímpicos de Inverno, que eram disputados no mesmo ano desde a sua introdução em 1924, passando a ser disputados a cada dois anos alternados iniciando com a edição de 1994. As Olimpíadas de Inverno de 1992 foram as últimas disputadas no mesmo ano das Olimpíadas de Verão. Foi ainda a primeira ocasião em que os Jogos Paralímpicos de Inverno foram realizados na mesma cidade dos Jogos de Inverno.

## Processo de eleição
Sete cidades apresentaram candidatura para sediar os Jogos Olímpicos de Inverno em 1992. A região da Savoia foi escolhida ganhar das candidaturas de Sófia (Bulgária) e Ostersund/Falun (Suécia) na última rodada da votação.
| Resultados da eleição da cidade-sede dos XVI Jogos Olímpicos de Inverno | Resultados da eleição da cidade-sede dos XVI Jogos Olímpicos de Inverno | Resultados da eleição da cidade-sede dos XVI Jogos Olímpicos de Inverno | Resultados da eleição da cidade-sede dos XVI Jogos Olímpicos de Inverno | Resultados da eleição da cidade-sede dos XVI Jogos Olímpicos de Inverno | Resultados da eleição da cidade-sede dos XVI Jogos Olímpicos de Inverno | Resultados da eleição da cidade-sede dos XVI Jogos Olímpicos de Inverno | Resultados da eleição da cidade-sede dos XVI Jogos Olímpicos de Inverno |
| ----------------------------------------------------------------------- | ----------------------------------------------------------------------- | ----------------------------------------------------------------------- | ----------------------------------------------------------------------- | ----------------------------------------------------------------------- | ----------------------------------------------------------------------- | ----------------------------------------------------------------------- | ----------------------------------------------------------------------- |
| Cidade                                                                  | CON                                                                     | 1ª rodada                                                               | 2ª rodada                                                               | 3ª rodada                                                               | 4ª rodada                                                               | 5ª rodada (desempate)                                                   | 6ª rodada                                                               |
| Albertville                                                             | França                                                                  | 19                                                                      | 26                                                                      | 29                                                                      | 42                                                                      | -                                                                       | 51                                                                      |
| Sofia                                                                   | Bulgária                                                                | 25                                                                      | 25                                                                      | 28                                                                      | 24                                                                      | -                                                                       | 25                                                                      |
| Falun                                                                   | Suécia                                                                  | 10                                                                      | 11                                                                      | 11                                                                      | 11                                                                      | 41                                                                      | 9                                                                       |
| Lillehammer                                                             | Noruega                                                                 | 10                                                                      | 11                                                                      | 9                                                                       | 11                                                                      | 40                                                                      | -                                                                       |
| Cortina d'Ampezzo                                                       | Itália                                                                  | 7                                                                       | 6                                                                       | 7                                                                       | -                                                                       | -                                                                       | -                                                                       |
| Anchorage                                                               | Estados Unidos                                                          | 7                                                                       | 5                                                                       | -                                                                       | -                                                                       | -                                                                       | -                                                                       |
| Berchtesgaden                                                           | Alemanha                                                                | 6                                                                       | -                                                                       | -                                                                       | -                                                                       | -                                                                       | -                                                                       |

## Modalidades disputadas
Abaixo a lista de modalidades que foram disputadas nos Jogos. Quatro eventos do esqui estilo livre, o curling e o esqui de velocidade foram de demonstração. Em parênteses o número de eventos em cada modalidade:
| - Biatlo (6) - Bobsleigh (2) - Combinado nórdico (2) - Esqui alpino (10) | - Esqui cross-country (10) - Esqui estilo livre (2) (moguls) - Hóquei no gelo (1) - Luge (3) | - Patinação artística (4) - Patinação de velocidade (10) - Patinação de velocidade em pista curta (4) - Salto de esqui (3) |

Esporte de demonstração
- Curling
- Esqui estilo livre  (aerials e ski ballet)
- Esqui de velocidade

Durante a disputa do esqui de velocidade o suíço Nicolas Bochatay, de 27 anos, morreu durante o aquecimento para a final da prova ao chocar-se violentamente contra o trator oculto por um desnível da pista. Outro esquiador conseguiu desviar-se e evitar mais um acidente. O esporte não mais retornou ao programa olímpico, nem como demonstração nem de forma oficial.

## Países participantes
Até então esta foi a edição dos Jogos Olímpicos de Inverno com o maior número de Comitês Olímpicos Nacionais inscritos, totalizando 64. O principal fator para a quebra deste recorde foram as mudanças que tiveram início com as Revoluções de 1989 e que transforam esta edição em uma das edições mais marcantes até então dos Jogos Olímpicos (tanto de verão, quanto de inverno).
A primeira grande mudança seria que pela primeira vez desde os Jogos Olímpicos de Verão de 1964, a Alemanha seria representada por apenas um time, consequência do processo de reunificação do país que aconteceu entre 1989 e 1990. A segunda seria o processo de colapso da União Soviética que chegou ao seu ápice faltando apenas um mês e meio para a cerimônia de abertura dos Jogos. De última hora, seis estados optaram por formar uma Equipe Unificada tanto para os Jogos Olímpicos quanto para os Jogos Paralímpicos, composta por Rússia, Ucrânia, Belarus, Cazaquistão, Armênia e Uzbequistão. Não estavam dentro deste time os atletas dos países bálticos (Estônia, Letônia e Lituânia), que por terem competido de forma independente até os Jogos Olímpicos de Verão de 1936 conseguiram ter os seus Comitês novamente reconhecidos em junho de 1991 e puderam enviar suas próprias delegações.
Primeiros países a conseguir sua independência durante a dissolução da Iugoslávia, Croácia e Eslovênia enviaram suas delegações pela primeira vez na história dos Jogos. Nos três meses seguintes ao encerramento dos Jogos, a Guerra Civil da Iugoslávia pioraria de tal forma que motivou a aprovação a Resolução 757 do Conselho de Segurança das Nações Unidas congelando as relações internacionais e desportivas do país e impedindo seus atletas de participar pela Iugoslávia nos Jogos de Verão, meses depois em Barcelona. Além de Croácia e Eslovênia, seis outros países participaram dos Jogos Olímpicos de Inverno pela primeira vez: Argélia, Bermudas, Brasil, Honduras, Irlanda e Suazilândia. Deste grupo Honduras e Suazilândia nunca mais retornaram aos Jogos Olímpicos de Inverno.
Na lista abaixo, o número entre parênteses indica o número de atletas por cada nação nos Jogos:
- GER Alemanha (111)
- AND Andorra (5)
- AHO Antilhas Neerlandesas (2)
- ALG Argélia (4)
- ARG Argentina (20)
- AUS Austrália (21)
- AUT Áustria (58)
- BEL Bélgica (5)
- BER Bermudas (1)
- BOL Bolívia (4)
- BRA Brasil (7)
- BUL Bulgária (31)
- CAN Canadá (109)
- TCH Checoslováquia (74)
- CHI Chile (5)
- CHN China (32)
- CYP Chipre (4)
- PRK Coreia do Norte (20)
- KOR Coreia do Sul (23)
- CRC Costa Rica (4)
- CRO Croácia (4)
- DEN Dinamarca (6)
- SLO Eslovênia (27)
- ESP Espanha (17)
- USA Estados Unidos (147)
- EST Estônia (19)
- EUN Equipa Unificada (129)
- PHI Filipinas (1)
- FIN Finlândia (62)
- FRA França (109)
- GBR Grã-Bretanha (49)
- GRE Grécia (8)
- HON Honduras (1)
- HUN Hungria (24)
- ISV Ilhas Virgens Americanas (12)
- IND Índia (2)
- IRL Irlanda (4)
- ISL Islândia (5)
- ITA Itália (107)
- YUG Iugoslávia (25)
- JAM Jamaica (5)
- JPN Japão (60)
- LAT Letônia (23)
- LIB Líbano (4)
- LIE Liechtenstein (7)
- LTU Lituânia (6)
- LUX Luxemburgo (1)
- MAR Marrocos (12)
- MEX México (20)
- MON Mônaco (5)
- MGL Mongólia (4)
- NOR Noruega (80)
- NZL Nova Zelândia (6)
- NED Países Baixos (19)
- POL Polônia (53)
- PUR Porto Rico (6)
- ROM Romênia (23)
- SMR San Marino (3)
- SEN Senegal (2)
- SWZ Suazilândia (1)
- SWE Suécia (73)
- SUI Suíça (74)
- TPE Taipé Chinês (8)
- TUR Turquia (8)

## Quadro de medalhas
| Ordem | País                 | Medalha de ouro | Medalha de prata | Medalha de bronze |    |
| ----- | -------------------- | --------------- | ---------------- | ----------------- | -- |
| 1     | GER Alemanha         | 10              | 10               | 6                 | 26 |
| 2     | EUN Equipa Unificada | 9               | 6                | 8                 | 23 |
| 3     | NOR Noruega          | 9               | 6                | 5                 | 20 |
| 4     | AUT Áustria          | 6               | 7                | 8                 | 21 |
| 5     | USA Estados Unidos   | 5               | 4                | 2                 | 11 |
| 7     | FRA França           | 3               | 5                | 1                 | 9  |

Fonte: Comitê Olímpico Internacional (Quadro de medalhas - Albertville 1992)